# Huejúcar
Huejúcar es un pueblo de la Región Norte del estado de Jalisco, México. Se encuentra aproximadamente a 240 km al norte de Guadalajara. Según el II Conteo de Población y Vivienda de 2020, el municipio tiene 3,762 habitantes.

## Toponimia
La palabra Huejúcar proviene de los vocablos náhuatl, huéxotl (sauce)y nogale y can (lugar); lo cual se interpreta como: "Lugar de Sauces".

## Historia
Esta región pertenecía al señorío de Colotlán y sus habitantes tenían el nombre de tibultecos, guachichiles o nayaritas, se mantenían en continua guerra con los cazcanes de Zacatecas.
En el año de 1530 pasó por aquí, en su viaje de Cuitzeo a Tepic, el capitán español Pedro Almíndez Chirinos, que había sido enviado por Nuño de Guzmán para formar la mayor parte de la Nueva Galicia. Desde 1537 perteneció al 8° cantón de Colotlán, con la comisaría de Tlalcosahua que en 1878 aparece como municipio.
En 1825 ya tenía ayuntamiento y obtuvo la categoría de municipio por decreto del 9 de noviembre de 1861. El 24 de septiembre de 1863 se le concedió el título de Villa a la cabecera municipal.

## Flora y fauna
Su vegetación es escasa en la mayor parte del territorio. Existen fundamentalmente plantas resistentes a la sequía como: huizache, mezquite, pitayo, nopal, maguey y algunas especies de álamo, pino y otros árboles en pequeña proporción.
La ardilla, el gato montés, el venado, la liebre, el conejo, la codorniz. la víbora de cascabel, alicantes y berrendos y otros reptiles habitan esta región. En los arroyos se encuentran especies piscícolas como bagre, trucha y tilapia.

## Infraestructura
- Educación

El 90.10% de la población es alfabeta, de los cuales el 27.07% ha terminado la educación primaria. El municipio cuenta con 13 preescolares, 19 primarias, 4 secundarias y 1 bachillerato.
- Salud

La atención a la salud es atendida por la Secretaría de Salud, el Instituto Mexicano del Seguro Social y por médicos particulares. El Sistema para el Desarrollo Integral de la Familia (DIF) se encarga del bienestar social.
- Deporte

Cuenta con centros deportivos, en los que se practica: fútbol, voleibol y basquetbol; cuenta con cuatro lienzos charros. Además posee centros culturales, plaza, parques, jardines, biblioteca, centro social y centros recreativos.
- Vivienda

Según el II Conteo de Población y Vivienda, cuenta con 1,401 viviendas, las cuales generalmente son privadas. El 97.72% tiene servicio de electricidad, el 73.73% tiene servicio de drenaje y agua potable. Su construcción es generalmente a base de concreto, ladrillo y/o tabique.
- Servicios

El municipio cuenta con servicios de agua potable, energía eléctrica, alcantarillado, alumbrado público, mercado, rastro, cementerios, vialidad, aseo público, seguridad pública y tránsito, parques, cementerio, jardines, centros recreativos y deportivos.
En cuanto a los servicios básicos, el 94.6% de los habitantes disponen de agua potable, el 70% de alcantarillado y el 97.3% de energía eléctrica.
- Medios y vías de comunicación

Cuenta con correo, teléfono, servicio de radiotelefonía, telégrafo, fax, señal de radio, televisión y celular. La transportación foránea se efectúa a través de la carretera federal 23 (Guadalajara-Malpaso). Cuenta con una red de carreteras rurales que comunican las localidades. La transportación se realiza en autobuses públicos o vehículos de alquiler y particulares.

## Demografía

### Religión
El 98.70% profesa la religión católica; sin embargo, también hay creyentes de los Testigos de Jehová, Protestantes, Adventistas del Séptimo Día y otras doctrinas. El 0.38% de los habitantes ostentaron no practicar religión alguna.

### Fiestas
Fiestas civiles
-Feria Regional Huejúcar: semana del 4 de octubre.
-El Torito Cabresto: martes antes del Miércoles de Ceniza.
-Aniversario de la Independencia de México: 16 de septiembre.
Fiestas religiosas
-Fiesta de San Francisco de Asís: 4 de octubre.
-Fiesta de Nuestra Señora del Tránsito: 15 de agosto.
-Fiesta de San Pedro Apóstol: 29 de junio.

## Cultura
- Artesanías: huaraches, sombreros y productos de barro.
- Gastronomía: destacan el pepián, las gorditas, el pozole y las enchiladas; de sus postres la capirotada, los buñuelos y los dulces de camote; de sus bebidas el pulque y el aguamiel.
- Trajes típicos: Para el hombre el traje de charro y para la mujer el vestido de china poblana.